# Dopo il duello
Dopo il duello è un dipinto a olio su tela e misura cm 46,5x59,5 eseguito nel 1866 da Mosè Bianchi.
È conservato nei Musei Civici di Monza.